# Kanton Meslay-du-Maine
Der Kanton Meslay-du-Maine ist seit 1790 ein französischer Wahlkreis in den Arrondissements Château-Gontier und Mayenne, im Département Mayenne und in der Region Pays de la Loire; sein Hauptort ist Meslay-du-Maine.

## Gemeinden
Der Kanton besteht aus 33 Gemeinden mit insgesamt 20.001 Einwohnern (Stand: 1. Januar 2022) auf einer Gesamtfläche von 689,88 km²:
| Gemeinde                  | Einwohner 1. Januar 2022 | Fläche km² | Dichte Einw./km² | Code INSEE | Postleitzahl | Arrondissement  |
| ------------------------- | ------------------------ | ---------- | ---------------- | ---------- | ------------ | --------------- |
| Arquenay                  | 672                      | 25,25      | 27               | 53009      | 53170        | Château-Gontier |
| Bannes                    | 119                      | 8,32       | 14               | 53019      | 53340        | Château-Gontier |
| Bazougers                 | 1.086                    | 31,72      | 34               | 53025      | 53170        | Château-Gontier |
| Beaumont-Pied-de-Bœuf     | 203                      | 13,31      | 15               | 53027      | 53290        | Château-Gontier |
| Blandouet-Saint Jean      | 556                      | 36,72      | 15               | 53228      | 53270        | Mayenne         |
| Bouère                    | 1.066                    | 42,54      | 25               | 53036      | 53290        | Château-Gontier |
| Bouessay                  | 718                      | 9,34       | 77               | 53037      | 53290        | Château-Gontier |
| Chémeré-le-Roi            | 433                      | 15,18      | 29               | 53067      | 53340        | Château-Gontier |
| Cossé-en-Champagne        | 307                      | 20,88      | 15               | 53076      | 53340        | Château-Gontier |
| Grez-en-Bouère            | 977                      | 27,29      | 36               | 53110      | 53290        | Château-Gontier |
| La Bazouge-de-Chemeré     | 495                      | 24,84      | 20               | 53022      | 53170        | Château-Gontier |
| La Chapelle-Rainsouin     | 413                      | 18,05      | 23               | 53059      | 53150        | Mayenne         |
| La Cropte                 | 226                      | 14,15      | 16               | 53087      | 53170        | Château-Gontier |
| Le Bignon-du-Maine        | 320                      | 14,29      | 22               | 53030      | 53170        | Château-Gontier |
| Le Buret                  | 313                      | 12,92      | 24               | 53046      | 53170        | Château-Gontier |
| Maisoncelles-du-Maine     | 510                      | 15,83      | 32               | 53143      | 53170        | Château-Gontier |
| Meslay-du-Maine           | 2.784                    | 24,18      | 115              | 53152      | 53170        | Château-Gontier |
| Préaux                    | 161                      | 9,58       | 17               | 53184      | 53340        | Château-Gontier |
| Ruillé-Froid-Fonds        | 575                      | 23,56      | 24               | 53193      | 53170        | Château-Gontier |
| Saint-Brice               | 524                      | 13,23      | 40               | 53203      | 53290        | Château-Gontier |
| Saint-Charles-la-Forêt    | 219                      | 10,61      | 21               | 53206      | 53170        | Château-Gontier |
| Saint-Denis-du-Maine      | 456                      | 14,55      | 31               | 53212      | 53170        | Château-Gontier |
| Saint-Georges-le-Fléchard | 378                      | 8,44       | 45               | 53220      | 53480        | Mayenne         |
| Saint-Léger               | 323                      | 17,22      | 19               | 53232      | 53480        | Mayenne         |
| Saint-Loup-du-Dorat       | 335                      | 8,29       | 40               | 53233      | 53290        | Château-Gontier |
| Saint-Pierre-sur-Erve     | 132                      | 9,74       | 14               | 53248      | 53270        | Mayenne         |
| Sainte-Suzanne-et-Chammes | 1.197                    | 44,20      | 27               | 53255      | 53270        | Mayenne         |
| Saulges                   | 328                      | 21,81      | 15               | 53257      | 53340        | Mayenne         |
| Thorigné-en-Charnie       | 190                      | 17,57      | 11               | 53264      | 53270        | Mayenne         |
| Torcé-Viviers-en-Charnie  | 770                      | 48,77      | 16               | 53265      | 53270        | Mayenne         |
| Vaiges                    | 1.164                    | 36,26      | 32               | 53267      | 53480        | Mayenne         |
| Val-du-Maine              | 971                      | 23,67      | 41               | 53017      | 53340        | Château-Gontier |
| Villiers-Charlemagne      | 1.080                    | 27,57      | 39               | 53273      | 53170        | Château-Gontier |
| Kanton Meslay-du-Maine    | 20.001                   | 689,88     | 29               | 5315       | –            | –               |

Bis zur landesweiten Neugliederung der Kantone im März 2015 bestand der Kanton Meslay-du-Maine aus den 14 Gemeinden Arquenay, Bannes, Bazougers, Chémeré-le-Roi, Cossé-en-Champagne, Épineux-le-Seguin, La Bazouge-de-Chemeré, La Cropte, Le Bignon-du-Maine, Maisoncelles-du-Maine, Meslay-du-Maine (Hauptort), Saint-Denis-du-Maine, Saint-Georges-le-Fléchard und Saulges. Sein Zuschnitt entsprach einer Fläche von 248,92 km2. Er besaß vor 2015 einen anderen INSEE-Code als heute, nämlich 5322.

## Änderungen im Gemeindebestand seit der Neugliederung 2015
2017:
- Fusion Blandouet und Saint-Jean-sur-Erve → Blandouet-Saint Jean
- Fusion Montsûrs (Kanton Évron) und Saint-Céneré → Montsûrs-Saint-Céneré
- Fusion Ballée und Épineux-le-Seguin → Val-du-Maine

2016:
- Fusion Chammes und Sainte-Suzanne → Sainte-Suzanne-et-Chammes

## Bevölkerungsentwicklung
| 1962  | 1968  | 1975  | 1982  | 1990  | 1999  | 2006  |
| ----- | ----- | ----- | ----- | ----- | ----- | ----- |
| 7.515 | 6.943 | 6.420 | 6.561 | 6.816 | 7.291 | 7.931 |

## Geschichte
Der Kanton entstand 1801 aus dem Zusammenschluss der bisherigen Kantone Chemeré-le-Roi und Meslay (heute Meslay-du-Maine) sowie einem Teil der Kantone Parné und Sougé (heute Soulgé-sur-Ouette). Im Zuge der Neugliederung im Jahr 2015 erhöhte sich die Anzahl der Mitgliedsgemeinden von 14 auf 37.